# S/y Konstanty Maciejewicz
s/y Konstanty Maciejewicz – polski jacht typu Opal II.

## Historia i rejsy
Wybudowany w 1971 roku w Stoczni Jachtowej STOGI w Gdańsku (numer produkcyjny 71). Ochrzczony 12 lipca 1971 imieniem Konstanty Maciejewicz. Numer na żaglu PZ-6 później PZ-34. Pierwszym armatorem był Warszawski Yacht Club ZSP. Na jachcie tym odbyła się Pierwsza Studencka Wyprawa Dookoła Ameryki Południowej (1972-73) w czasie której jacht opłynął przylądek Horn, trasą pod wiatr i pod prąd ze wschodu na zachód. Rejsem dowodził kpt. Tomasz Zydler. W 1975 r. otrzymał III Nagrodę Honorową Rejs Roku za rejs wokół Islandii.